# Chris Malonga
Francis Chris Malonga Ntsayi (Sens, 1987. július 11. –)  francia születésű kongói válogatott labdarúgó, a Vitória de Guimarães játékosa.
A kongói válogatott tagjaként részt vesz a 2015-ös afrikai nemzetek kupáján.

## Sikerei, díjai
Guingamp
- Francia kupagyőztes (1): 2013–14